# Yersinia pestis
 Ovo je glavno značenje pojma Yersinia pestis. Za album norveškog sastava Helheim pogledajte Yersinia Pestis.
Yersinia pestis (ranije Pasteurella pestis) je gram-negativna štapičasta bakterija, koja kod ljudi može uzrokovati bolest kugu.
Bakterija je fakultativni anaerob, a primarno je bolest glodavaca. Kroz povijest je najpoznatiji oblik kuge, bubonska kuga, bolest koja je uzela velik broj života, pa se čak i dio povijesti naziva Doba kuge. Bubonska kuga se širi ugrizom buhe, koja sa zaraženog glodavca prenese bakteriju na čovjeka. Ostali poznatiji primarni oblici bolesti koje može uzrokovati Yerisnia pestis su plućna kuga i septička kuga. Bakterija rijetko može izazvati faringitis ili primarni meningitis. 
Bakteriju je otkrio Alexandre Yersin, švicarsko-francuski bakteriolog, 1894.g. tijekom epidemije kuge u Hong Kongu.